# Nano.RIPE
nano.RIPE（ナノライプ）は、日本のロックバンド。所属レコード会社はLantis。

## メンバー
きみコ
ボーカル/ギター担当。本名は季美子（苗字非公開）。3月12日生まれ。茨城県日立市出身。血液型A型。
全楽曲の作詞と多くの曲の作曲を担当。楽曲提供時は「坂井季乃」の名義を使用することもある。
Fender Jaguarを愛用しており、自身の所有している5本全てのギターに名前をつけている。
趣味は野球、釣り、バイク。猫好きでもあり、クリームタビーのアメリカンショートヘア2匹（イコ、のびた）と暮らしている。
野球・陸上・バスケットボール・ソフトボールの経験があり、幼少期はリトルリーグ(硬式野球)へ所属。内野手・スイッチヒッターである。
ササキジュン
ギター/コーラス担当。本名は佐々木淳。6月5日生まれ。秋田県湯沢市出身・埼玉県大宮市生まれ。血液型O型。
バンドのリーダーで、多くの曲の作曲・編曲を担当。作編曲名義は「佐々木淳」を使用する。
使用ギターはFender(Stratocaster/Telecaster)、Gibson(Les Paul/ES-335/ES-345/J-45)、Martin D-28、Guild D50など。
ライブグッズ、ウェブ等のデザインを担当。
きみコと同じく野球・陸上の経験があり、高校時代はラグビー部に所属していた。
双子の兄であるササキイチロウは、nano.RIPE初代ベーシスト。

### 元メンバー
- アベノブユキ (ベース)【2010年1月 - 2016年12月25日】
- 青山友樹 (ドラムス)【2013年3月22日 - 2016年12月25日 】
- shinn. (ドラムス)【 - 2011年11月12日】

### サポートメンバー
- 高橋宏貴 (ドラムス)【ELLEGARDEN / Scars Borough / THE PREDATORS / PAM】
- アベノブユキ (ベース) ※nano.RIPE TOUR 2019「ゆうきのきのみ」公演
- 鈴木"choku"直也 (ベース)【ストレンジドラマ / メガネビジョン】
- 菅間 匠 (ドラムス)
- 菅野信昭 (ベース)【FoZZtone】
- 三隅憧人 (ドラムス)

## 略歴
1998年結成。
千葉の県立高校で同級生だったきみコとササキジュンを主体に活動。メンバーチェンジを経て現在の2人体制となる。
2008年
- ミニアルバム「空飛ぶクツ」リリース。
- 2ヶ月半で全国63本のツアー「えかきうた」を敢行。ツアーファイナル、渋谷O-WEST。

2009年
- ミニアルバム「時空フラスコ」リリース。
- 5月16日、レコ発ツアー初日、渋谷CHELSEA HOTELにて初ワンマンライブ。
- nano.RIPE「世界点」リリース。ツアー、全国11公演を行う。

2010年
- 1月、ベースにアベノブユキが加入。
- 7月23日渋谷O-Crestにて行われたワンマンライブにて、メジャーデビューを発表。
- 9月22日、シングル「パトリシア」でメジャーデビュー[1]。
- nano.RIPE TOUR 2010「1700km/h TOUR 2010-2011」。全国30箇所でのライブを行う。
- 「1700km/h TOUR 2010-2011」のツアーファイナル、下北沢SHELTERでのワンマンライブが震災の影響で延期。2011年5月16日に振替公演として開催される[2]。

2011年
- 10月5日よりNACK5にて「nano.RIPE コトバのタマゴ！」放送開始。
- 10月19日、メジャー1st Full Album「星の夜の脈の音の」リリース。
- 9月3日より全国26都市にてnano.RIPE TOUR 2011「アンタレスコープ」[3]を行う。ツアーファイナルである2011年11月12日渋谷CLUB QUATTROでのワンマンライブを最後にドラムのshinn.が脱退[4]。以降、3人体制となる。

2012年
- 4月29日より全国19箇所にてnano.RIPE TOUR 2012「ループホールの向こう側」[5]を開催。7月7日より、東京・金沢・大阪・名古屋でのワンマンライブを行う。ツアーファイナル12月26日赤坂BLITZ。
- 10月3日、2nd Full Album「プラスとマイナスのしくみ」リリース。

2013年
- 1月19日、nano.RIPEの結成場所である千葉にて追加公演、千葉ANGAにてワンマンライブを行う。
- 3月22日、ドラムに青山友樹が加入。4人編成となる。
- nano.RIPE TOUR 2013「かえりみち」「スポットライター」、追加公演「サーチライター」[6]を開催。全9都市でのワンマンライブを行う。

2014年
- 1月8日、3rd Album「涙の落ちる速度」リリース。オリコンデイリーチャート3位、ウィークリーチャート17位を記録する[7][8]。
- 3月よりnano.RIPE TOUR 2014「ハナアカリ」[9]。東名阪でのワンマンライブ。初日公演、meda AKASOでのライブが、きみコのインフルエンザにより公演延期となる。
- 3月8日、nano.RIPE OFFICIAL FANCLUB「ノクチルカ」がOPEN。
- 4月5日よりTOKYO FMにて「nano.RIPE 月のリズム」放送開始。
- 9月27日よりnano.RIPE TOUR 2014「有色透明」を敢行。全8都市にて2daysワンマンライブ。

2015年
- 1月3日、nano.RIPE 5th anniversary program Vol.1「4回転じゃ足りなくて5回転目に入る夜」[10]をZepp DiverCity Tokyoにて開催。
- 4月8日、4th Album「七色眼鏡のヒミツ」リリース。オリコンデイリーチャート13位、ウィークリーチャート26位を記録する[11]。
- 4月8日より5th anniversary program Vol.2 nano.RIPE ONEMAN TOUR 2015「47.186」を敢行[12]。47都道府県でのワンマンライブを成功させる。
- 9月23日、シングルコレクション「シアワセのクツ」リリース。
- 9月26日、nano.RIPE 5th anniversary program Vol.3「しあわせのくつ」ワンマンライブを赤坂BLITZにて開催[13]。

2016年
- 3月、アメリカ ボストンでのライブを行う。
- 5月、nano.RIPE TOUR 2016「百式」を開催。東京・名古屋・大阪のCLUB QUATTROでワンマンライブを行う。

- 10月19日、5th Album「スペースエコー」リリース。
- nano.RIPE TOUR 2016「ルミナナリー」。10月22日、23日の東京2daysを皮切りに、他6都市で、ワンマンライブを開催。
- 12月25日、nano.RIPE TOUR 2016 FINAL「スーパーノヴァ」新宿ReNYでのワンマンライブを最後にアベノブユキと青山友樹が脱退[14]。これよりnano.RIPE結成当時のメンバー2人での編成となる。

2017年
- 2月18日、nano.RIPE LIVE 2017「しんじるこころ」ワンマンライブを下北沢CLUB Queにて開催。
- 4月より東名阪でのワンマンライブ、nano.RIPE LIVE 2017「せいなるたねび」を開催。サポートメンバーに高橋宏貴、鈴木"choku"直也。

2018年
- nano.RIPE結成20周年を迎える[15]。
- 1月よりnano.RIPE TOUR 2018「あやかしのふえ」を3都市で開催。
- 20th Anniversary 2Days ONEMAN LIVE「おもいでのすず」[16]を東京で開催。
- 8月12日、nano.RIPE結成20周年企画として「コピーバンド選手権 ナノリンピック」立ち上げ。
- 8月21日、青山友樹が急性心不全により死去。享年29。
- 8月29日、6th Album「ピッパラの樹の下で」リリース。
- 10月より20th anniversary ONE MAN TOUR 2018 「きせきのつるぎ」[17]を全国8都市9公演で開催。
- 12月31日、下北沢CLUB Queにてカウントダウンライブを行う。

2019年
- 1月26日、nano.RIPE 凱旋ワンマンライブ「やいばのよろい」を千葉ANGAで開催。
- 青山友樹への追悼の意を込め、5月3日よりnano.RIPE TOUR 2019「ゆうきのきのみ」を東京・大阪・名古屋・金沢で開催。ベースに元メンバー、アベノブユキを迎える。
- 7月よりNACK5にて「Nutty Radio Show THE魂」水曜日アーティストコーナー「nano.RIPE コトバのタマゴ！」[18]が復活。
- 8月3日、「ROCK IN JAPAN FESTIVAL 2019」[19]に出演。
- 8月21日リリースのシングル「ヨルガオ」がNHK「みんなのうた」(8月-9月)[20]に決定。
- シングル「ヨルガオ」のカップリング「ローリエ」はテレビ東京系「JAPAN COUNTDOWN」8月度エンディングテーマ、チバテレ「高校野球ダイジェスト 白球ナイン」エンディングテーマ、テレ玉「第101回全国高等学校野球選手権埼玉大会中継」テーマソングのトリプルタイアップとなる。
- 10月よりnano.RIPE TOUR 2019「せかいじゅのはな」を全国7都市9公演で行う。ファイナルである12月28日(土)29(日)渋谷CLUB QUATTROはきみコ作曲DAYとササキジュン作曲DAYに分かれた2日間。ゲストに愛美・伊藤かな恵を迎える。
- 12月31日、「COUNTDOWN JAPAN 19/20」に出演。

2020年
- 2月15日、nano.RIPE Special Acoustic Live「ほしふるうでわ」を多摩六都科学館 プラネタリウムで開催。
- 3月21日、出演予定だったSANUKI ROCK COLOSSEUM 2020が新型コロナウイルスの影響により開催中止。
- 4月より開催予定だったnano.RIPE TOUR 2020「はるかぜのフルート」全国6都市12公演が新型コロナウイルスの影響により開催中止。
- 4月22日、nano.RIPE YouTube Official Channelを開設。
- 6月13日、YouTubeにて「オーブ」「リリリバイバー」を公開。
- 9月23日、ベストアルバム「月に棲む星のうた ～nano.RIPE 10th Anniversary Best～」のリリースが決定。収録曲「スピカ」「イトシキヒビ」のゲストボーカルに愛美、伊藤かな恵を迎える(CD購入特典として配布)。
- 10月、nano.RIPE 2020 ONLINE LIVE「ゆめみのしずく」DAY1～DAY4開催。nano.RIPEがデビューしてからリリースした全116曲を披露。
- 12月31日、出演予定だった「COUNTDOWN JAPAN 20/21」が新型コロナウイルスの影響により開催中止。

2021年
- 1月31日、石川県金沢市湯涌温泉にて開催予定だった「nano.RIPE ACOUSTIC LIVE in 湯涌江戸村」が新型コロナウイルスの影響により開催中止。
- 3月13日、オンラインイベント「日清食品POWERSTATION［REBOOT] presents virtual anisong power JAM！」に出演。
- 5月6日、nano.RIPE FANCLUB「ノクチルカ」がリニューアルオープン。
- 6月28日、YouTubeにて「声鳴文」を公開。
- 7月10日、nano.RIPE Special Acoustic Live「ほしふるうでわⅡ」を多摩六都科学館 プラネタリウムで開催。有観客でのライブは約1年半ぶりとなる。
- 7月21日、YouTubeにて「きみコの釣りクエスト」チャンネル開設。
- 9月26日、nano.RIPEデビュー11周年記念 オンラインアコースティックライブをYouTube、FANCLUBにて開催。
- 10月よりnano.RIPE Acoustic Tour「ほしふるうでわ NEO」を静岡・京都・宮城・栃木で開催。
- 11月5日、Digital Mini Album「小さな祈りの書」リリース。
- 11月6日・7日、nano.RIPE TOUR 2021「まよいのもり」前夜祭アコースティックワンマンライブを東京にて開催。
- 11月13日よりnano.RIPE TOUR 2021「ようせいのホルン」を大阪・名古屋・金沢にて開催。バンド形態での有観客ライブは約2年ぶりとなる。
- 11月14日、YouTubeにて「花に雨」を公開。
- 12月26日、nano.RIPE TOUR 2021「てんくうのベル」DAY/NIGHTの2公演を渋谷CLUB QUATTROにて開催。

2022年
- 3月12日、nano.RIPE LIVE 2022「せいれいのかんむり」凱旋ライブを千葉ANGAにて開催。
- 4月23日、nano.RIPE Special Acoustic Live「ほしふるうでわⅢ」を多摩六都科学館 プラネタリウムで開催。
- 5月8日、nano.RIPEスペシャルオンラインライブ「ほしのかけらⅡ」をYouTube、FANCLUBにて開催。
- 5月28日より初夏ツアー、nano.RIPE TOUR 2022「つきかがみのとう」を金沢・大阪・名古屋・東京にて開催。
- 9月23日、12周年ワンマンライブnano.RIPE 12th Anniversary LIVE「そらとぶベッド」を渋谷CLUB QUATTROにて開催。シングル全24曲を演奏。
- 10月12日、7th Album「不眠症のネコと夜」リリース。
- 7th Album収録曲「ソアー」がテレ玉「第104回全国高等学校野球選手権埼玉大会中継」テーマソング、「MRO北陸放送ラジオ高校野球中継」テーマソングのダブルタイアップに決定。
- 10月2日より、nano.RIPE ACOUSTIC TOUR「にんぎょのいわば」を栃木・埼玉・千葉・静岡・京都にて開催。
- 10月22日、湯涌温泉で行われた「第10回ぼんぼりまつり」の為に書き下ろした楽曲「花灯り」をリリース。
- 11月5日より、nano.RIPE TOUR 2022-2023「こおりのどうくつ」を宮城・大阪・愛知・石川・東京にて開催。

2023年
- 1月14日、nano.RIPE TOUR 2022-2023「こおりのどうくつ」東京公演を渋谷CLUB QUATTROにて開催。コロナ後、初の声出しライブを解禁。
- 3月12日、nano.RIPE LIVE 2023「てんまのたづな」凱旋ライブを千葉ANGAにて開催。
- 4月8日より春ツアー、nano.RIPE 2MAN TOUR「ロトのどうくつ」を東京・愛知にて3公演開催。
- 5月12・13日、nano.RIPE LIVE 2023「せんしのゆびわ」を東京にて開催。nano.RIPE2人が楽曲提供した曲をカバー。
- 5月20日・21日、nano.RIPE LIVE 2023「たいようのいし」2DAYSワンマンライブを東京にて開催。ゲストに熊田茜音・堀内まり菜・ZAQ。
- 6月3日、nano.RIPE LIVE 2023「ぎんのたてごと」ワンマンライブを金沢AZにて開催。
- 7月15日、nano.RIPE LIVE 2023「ときのすな」ワンマンライブを上越EARTHにて開催。
- 7月29日よりリリースツアー、nano.RIPE TOUR 2023「あまぐものつえ」を東京・大阪・愛知・石川にて開催。
- 8月23日、mini Album「光のない街」リリース。
- mini Album「光のない街」の収録曲「スポットライター」がMRO北陸放送『つかめ甲子園！高校野球ミニ中継』『つかめ甲子園！高校野球石川大会実況中継 決勝』テーマソングのダブルタイアップに決定。
- 9月1日〜3日ドイツ/ヴィースバーデン「CONNICHI2023」に出演。
- 10月20日、湯涌温泉にて湯涌ぼんぼり祭り前夜祭「アコースティックライブ at 玉泉湖」にゲスト出演。
- 11月3日よりnano.RIPE ACOUSTIC TOUR 2023「ロトのしるし」を栃木・埼玉・京都・静岡にて開催。
- 12月2日、nano.RIPE Special Acoustic Live「ほしふるうでわⅣ」を多摩六都科学館 プラネタリウムで開催。
- 12月16日、Digital Single「マジックアワー」リリース。
- 12月23日・24日、nano.RIPE LIVE 2023「にじのしずく」2DAYワンマンライブを下北沢CLUB Queにて開催。

2024年
- 2月、チリ/サンティアゴ「ANIME Expo SANTIAGO」に出演。
- 3月16日、nano.RIPE LIVE 2024「ゆうしゃのいずみ」凱旋ライブを千葉ANGAにて開催。
- 3月23日、ASHIKAGA FES.2024にメインステージのトリで出演。
- 4月2日よりMRO北陸放送にてラジオ「nano.RIPE 石川移住計画！」がスタート。
- 5月5日、「花咲くいろはフィルムコンサート」よこすか芸術劇場にゲスト出演。
- 6月1日より、nano.RIPE 2DAYS ONEMAN TOUR「かぜのとう」を全国5都市10公演にて開催。
- 7月6日、配信シングル「クライマックス」リリース。テレ玉「第106回全国高等学校野球選手権埼玉大会中継」テーマソング、チバテレ「高校野球ダイジェスト」応援ソング、MRO北陵放送「つかめ甲子園!高校野球ミニ中継」テーマソング /「つかめ甲子園!高校野球石川大会決勝実況中継」テーマソング、チバテレ「がんばれ！甲子園」オープニングテーマに決定。クアドラプルタイアップとなる。
- 7月18日〜21日、ブラジル/サンパウロ「Anime Friends 2024」に出演。
- 10月19日、湯涌温泉にて「第12回湯涌ぼんぼり祭り 本祭」に出演。
- 11月23日より、アニメ関連楽曲全曲を披露するコンセプトライブ nano.RIPE LIVE 2024「たいようとほしとつきのもんしょう」を東京・石川にて4公演開催。

2025年
- 8th Album「光を運ぶもの」収録曲「果てなきブルー」がテレ玉の埼玉西武ライオンズ応援番組「LIONS CHANNEL」2025年度エンディングテーマに決定。テレ玉 夕方の情報番組「マチコミ」の2月度エンディングテーマとダブルタイアップとなる。
- 8th Album「光を運ぶもの」収録曲「果てなきブルー」がBS11「アニゲーイレブン」3月度エンディングテーマに決定。
- 3月12日、8th Album「光を運ぶもの」リリース。
- 4月12日よりリリースツアー、「ひかりをはこぶもの」を新潟・金沢・愛知・宮城・福岡・岡山・大阪・札幌・東京にて開催。
- 4月24日〜26日、ルーマニア/ブカレスト「East European Comic Con」に出演。
- 6月27日、28日に中国にて初の単独公演nano.RIPE one man live 「星之紋章 in China」を広州・上海にて開催。
- 7月20日、湯涌温泉にて「第13回湯涌ぼんぼり祭り点灯式」に出演。
- 9月20日、DEBUT 15TH ANNIVERSARY ONEMAN「みずのもんしょう」シングル全曲披露ライブ開催決定。

## ディスコグラフィ

### シングル

#### インディーズ
|     | 発売日         | タイトル              | 発売元                      |
| --- | -------------- | --------------------- | --------------------------- |
| 1st | 2004年10月31日 | きみんちへ/キミノウタ | HighleapRecords（自主制作） |
| 2nd | 2006年4月1日   | TRICYCLE RIDER        | HighleapRecords（自主制作） |
| 3rd | 2009年11月25日 | 世界点                | WhiteDream                  |

#### メジャー
|        | 発売日                      | タイトル           | 規格品番   | 規格品番   | オリコン最高位 |
| CD+DVD | 発売日                      | タイトル           | CD         |            | オリコン最高位 |
| ------ | --------------------------- | ------------------ | ---------- | ---------- | -------------- |
| 1st    | 2010年9月22日               | パトリシア         |            | LACM-4740  |                |
| 2nd    | 2010年12月22日              | フラッシュキーパー |            | LACM-4765  |                |
| 3rd    | 2011年4月20日               | ハナノイロ         |            | LACM-4796  | 15位           |
| 4th    | 2011年6月29日               | 細胞キオク         |            | LACM-4820  | 59位           |
| 5th    | 2011年8月3日                | 面影ワープ         |            | LACM-4831  | 34位           |
| 6th    | 2012年1月31日 （限定販売）  | ゆきのせい         |            | LZM-2063   |                |
| 7th    | 2012年4月25日               | 絵空事             | LACM-34918 | LACM-4918  | 52位           |
| 8th    | 2012年7月25日               | リアルワールド     | LACM-34953 | LACM-4953  | 26位           |
| 9th    | 2012年10月31日              | もしもの話         | LACM-34017 | LACM-14017 | 85位           |
| 10th   | 2013年3月6日                | 影踏み             | LACM-34065 | LACM-14065 | 33位           |
| 11th   | 2013年5月22日               | サンカクep         |            | LACM-14088 | 35位           |
| 12th   | 2013年10月30日              | なないろびより     | LACM-34146 | LACM-14146 | 27位           |
| 13th   | 2014年7月23日               | 透明な世界         | LACM-34238 | LACM-14238 | 29位           |
| 14th   | 2015年7月22日               | こだまことだま     | LACM-14372 | LACM-14373 | 35位           |
| 15th   | 2016年2月24日               | ライムツリー       | LACM-34457 | LACM-14457 | 48位           |
| 16th   | 2016年8月3日                | スノードロップ     | LACM-34517 | LACM-14517 | 100位          |
| 17th   | 2017年4月29日 （限定販売）  | 夜の太陽           |            | LZM-2159   |                |
| 18th   | 2017年11月15日              | 虚虚実実           |            | LACM-14683 | 92位           |
| 19th   | 2018年2月7日                | アザレア           |            | LACM-14704 | 59位           |
| 20th   | 2019年8月21日               | ヨルガオ           |            | LACM-14919 | 144位          |
| 21st   | 2019年11月6日               | エンブレム         |            | LACM-14941 | 126位          |
| 22nd   | 2020年4月22日               | ラストチャプター   |            | LACM-14995 | 41位           |
| 23rd   | 2022年10月22日 （限定販売） | 花灯り             |            | HSRS-0002  |                |

#### デジタルシングル
| 発売日         | タイトル       | 規格品番 | 収録アルバム                                         |
| -------------- | -------------- | -------- | ---------------------------------------------------- |
| 2019年5月3日   | アイシー       | LZC-1483 | 月に棲む星のうた 〜nano.RIPE 10th Anniversary Best〜 |
| 2022年7月15日  | ソアー         |          | 不眠症のネコと夜                                     |
| 2022年9月7日   | クエスト       |          | 不眠症のネコと夜                                     |
| 2023年7月15日  | 光のない街     |          | 光のない街                                           |
| 2023年12月16日 | マジックアワー |          | マジックアワー                                       |
| 2024年7月6日   | クライマックス |          | 光を運ぶもの                                         |

#### デジタルEP
| 発売日        | タイトル       | 規格品番 |
| ------------- | -------------- | -------- |
| 2021年11月5日 | 小さな祈りの書 | LZC-2036 |

#### 主題歌集
| 発売日        | タイトル       | 収録タイトル         | 規格品番   |
| ------------- | -------------- | -------------------- | ---------- |
| 2021年2月24日 | つぎはぎもよう | のんのんびよりでいず | LACA-15866 |

### アルバム

#### フルアルバム
|            | 発売日         | タイトル                 | 規格品番                      | 規格品番   | オリコン 最高位 |
| 初回限定盤 | 発売日         | タイトル                 | 通常盤                        |            | オリコン 最高位 |
| ---------- | -------------- | ------------------------ | ----------------------------- | ---------- | --------------- |
| 1st        | 2011年10月19日 | 星の夜の脈の音の         | LACA-35150                    | LACA-15150 | 39位            |
| 2nd        | 2012年10月3日  | プラスとマイナスのしくみ | LACA-3523                     | LACA-15237 | 35位            |
| 3rd        | 2014年1月8日   | 涙の落ちる速度           | LACA-35369 (A) LACA-35370 (B) | LACA-15370 | 17位            |
| 4th        | 2015年4月8日   | 七色眼鏡のヒミツ         | LACA-35481                    | LACA-15481 | 26位            |
| 5th        | 2016年10月19日 | スペースエコー           | LACA-35580                    | LACA-15580 | 48位            |
| 6th        | 2018年8月29日  | ピッパラの樹の下で       | LACA-35736                    | LACA-15736 | 52位            |
| 7th        | 2022年10月12日 | 不眠症のネコと夜         |                               | LACA-25018 |                 |
| 8th        | 2025年3月12日  | 光を運ぶもの             |                               | LACA-25147 |                 |

#### ベストアルバム
|            | 発売日        | タイトル                                             | 規格品番   | 規格品番    | オリコン 最高位 |
| 初回限定盤 | 発売日        | タイトル                                             | 通常盤     |             | オリコン 最高位 |
| ---------- | ------------- | ---------------------------------------------------- | ---------- | ----------- | --------------- |
| 1st        | 2015年9月23日 | シアワセのクツ 〜Single Collection〜                 | LACA-35514 | LACA-15514  | 33位            |
| 2nd        | 2020年9月23日 | 月に棲む星のうた 〜nano.RIPE 10th Anniversary Best〜 |            | LACA-9778/9 | 34位            |

#### ミニアルバム
|            | 発売日        | タイトル     | 発売元                              | 規格品番   | 規格品番   |
| 初回限定盤 | 発売日        | タイトル     | 発売元                              | 通常盤     |            |
| ---------- | ------------- | ------------ | ----------------------------------- | ---------- | ---------- |
| 1st        | 2007年3月12日 | 青色パウチ   | 自主制作                            |            |            |
| 2nd        | 2008年3月7日  | 88           | 自主制作                            |            |            |
| 3rd        | 2008年9月10日 | 空飛ぶクツ   | BEe Project/White Dream(ビーイング) |            |            |
| 4th        | 2009年5月13日 | 時空フラスコ | BEe Project/White Dream(ビーイング) |            |            |
| 5th        | 2023年8月23日 | 光のない街   | バンダイナムコミュージックライブ    | LACA-25066 | LACA-25067 |

#### ライブアルバム
| 発売日        | タイトル                              |
| ------------- | ------------------------------------- |
| 2023年10月1日 | Special Acoustic Live ほしふるうでわⅡ |

### タイアップ曲
| 楽曲             | タイアップ | 起用年  |
| ---------------- | --- | ------- |
| パトリシア       | テレビアニメ『花咲くいろは』プロモーションビデオイメージソング                                                  | 2010年  |
| 夢路             | テレビアニメ『花咲くいろは』プロモーションビデオイメージソング                                                  | 2010年  |
| 夢路             | テレビアニメ『花咲くいろは』第8話・最終話エンディングテーマ                                                     | 2011年  |
| ハナノイロ       | テレビアニメ『花咲くいろは』前期オープニングテーマ                                                              | 2011年  |
| 細胞キオク       | テレビアニメ『花咲くいろは』挿入歌                                                                              | 2011年  |
| 月影とブランコ   | テレビアニメ『花咲くいろは』挿入歌                                                                              | 2011年  |
| リップシンク     | テレビアニメ『花咲くいろは』挿入歌                                                                              | 2011年  |
| 面影ワープ       | テレビアニメ『花咲くいろは』後期オープニングテーマ                                                              | 2011年  |
| ハイリープ       | テレビアニメ『花咲くいろは』第22話エンディングテーマ                                                            | 2011年  |
| 絵空事           | テレビアニメ『さんかれあ』オープニングテーマ                                                                    | 2012年  |
| リアルワールド   | テレビアニメ『人類は衰退しました』オープニングテーマ                                                            | 2012年  |
| もしもの話       | テレビアニメ『バクマン。』第3シリーズ前期オープニングテーマ                                                     | 2012年  |
| 影踏み           | アニメ映画『劇場版 花咲くいろは HOME SWEET HOME』主題歌                                                         | 2013年  |
| 月花             | テレビアニメ『はたらく魔王さま！』エンディングテーマ                                                            | 2013年  |
| スターチャート   | テレビアニメ『はたらく魔王さま！』第5話スペシャルエンディングテーマ                                             | 2013年  |
| ツマビクヒトリ   | テレビアニメ『はたらく魔王さま！』最終話スペシャルエンディングテーマ                                            | 2013年  |
| なないろびより   | テレビアニメ『のんのんびより』オープニングテーマ                                                                | 2013年  |
| 透明な世界       | テレビアニメ『グラスリップ』エンディングテーマ                                                                  | 2014年  |
| こたえあわせ     | TBS『王様のブランチ』4月・5月エンディングテーマ                                                                 | 2015年  |
| こだまことだま   | テレビアニメ『のんのんびより りぴーと』オープニングテーマ                                                       | 2015年  |
| 地球に針         | TBS『ランク王国』10月・11月エンディングテーマ                                                                   | 2015年  |
| ライムツリー     | テレビアニメ『最弱無敗の神装機竜』エンディングテーマ                                                            | 2016年  |
| スノードロップ   | テレビアニメ『食戟のソーマ 弐ノ皿』エンディングテーマ                                                           | 2016年  |
| 虚虚実実         | テレビアニメ『食戟のソーマ 餐ノ皿』エンディングテーマ                                                           | 2017年  |
| アザレア         | テレビアニメ『citrus』オープニングテーマ                                                                        | 2018年  |
| あおのらくがき   | アニメ映画『劇場版 のんのんびより ばけーしょん』オープニングテーマ                                              | 2018年  |
| ヨルガオ         | NHK『みんなのうた』8月・9月                                                                                     | 2019年  |
| ローリエ         | テレビ東京系『JAPAN COUNTDOWN』8月度エンディングテーマ                                                          | 2019年  |
| ローリエ         | チバテレ『高校野球ダイジェスト 白球ナイン』エンディングテーマ                                                   | 2019年  |
| ローリエ         | テレ玉『第101回全国高等学校野球選手権埼玉大会中継』テーマソング                                                 | 2019年  |
| エンブレム       | テレビアニメ『食戟のソーマ 神ノ皿』エンディングテーマ                                                           | 2019年  |
| ラストチャプター | テレビアニメ『食戟のソーマ 豪ノ皿』オープニングテーマ                                                           | 2020年  |
| つぎはぎもよう   | テレビアニメ『のんのんびより のんすとっぷ』オープニングテーマ                                                   | 2021年  |
| ソアー           | テレ玉『第104回全国高等学校野球選手権埼玉大会中継』テーマソング 『MRO北陸放送ラジオ高校野球中継』テーマソング   | 2022年  |
| 花灯り           | 『湯涌ぼんぼり祭り』テーマソング                                                                                | 2022年  |
| 光のない街       | テレビアニメ『はたらく魔王さま!!』2nd Seasonオープニングテーマ                                                  | 2023年  |
| マジックアワー   | 『転生して田舎でスローライフをおくりたい』イメージング                                                          | 2023年  |
| クライマックス   | テレ玉『第106回全国高等学校野球選手権埼玉大会中継』テーマソング チバテレ『高校野球ダイジェスト』応援ソング      | 2024年  |
| 果てなきブルー   | テレ玉 埼玉西武ライオンズ応援番組「LIONS CHANNEL」エンディングテーマ テレ玉 『マチコミ』2月度エンディングテーマ | 2025 年 |
| 錯月             | BS11『アニゲー☆イレブン！』3月エンディングテーマ                                                                | 2025 年 |

## 楽曲提供・歌唱・演奏

### 楽曲提供曲
| 発売日         | 楽曲               | アーティスト | 作詞     | 作曲            | 編曲      |
| -------------- | ------------------ | --- | -------- | --------------- | --------- |
| 2011年5月11日  | Hazy               | スフィア | 坂井季乃 |                 |           |
| 2011年5月25日  | つまさきだち       | 伊藤かな恵 | 坂井季乃 |                 |           |
| 2011年6月8日   | 空に近い場所       | 伊藤かな恵 / 松前緒花(CV:伊藤かな恵)                                                                                              | 坂井季乃 |                 |           |
| 2011年6月8日   | ハッチ             | TVアニメ「花咲くいろは」キャラクターソング 鶴来民子(CV:小見川千明)                                                                | きみコ   | 佐々木淳        | nano.RIPE |
| 2011年9月7日   | セミスイート       | TVアニメ「花咲くいろは」キャラクターソング 松前緒花(CV:伊藤かな恵)                                                                | 坂井季乃 |                 |           |
| 2011年11月23日 | スタンプ           | 伊藤かな恵 | 坂井季乃 |                 |           |
| 2011年11月23日 | タイニーローグ     | 伊藤かな恵 | 坂井季乃 |                 |           |
| 2013年4月3日   | オトナになるまで   | 伊藤かな恵 | きみコ   | きみコ          |           |
| 2013年4月13日  | ユートピア         | きみコ / riya / AiRI | きみコ   | きみコ          | nano.RIPE |
| 2013年9月25日  | 流星群             | アイドルマスター ミリオンライブ！ ジュリア(CV:寺川愛美)                                                                           | きみコ   |                 |           |
| 2013年12月15日 | ミント             | 能登有沙 | きみコ   | きみコ          |           |
| 2014年5月14日  | ルーペ             | 伊藤かな恵 | きみコ   | きみコ          | nano.RIPE |
| 2014年9月24日  | プラリネ           | アイドルマスター ミリオンライブ！ ジュリア(CV:愛美)                                                                               | きみコ   | 佐々木淳        | nano.RIPE |
| 2014年9月24日  | 絵本               | アイドルマスターミリオンライブ！ 北沢志保(CV:雨宮天)                                                                              | 坂井季乃 |                 |           |
| 2015年1月28日  | りんごのマーチ     | アイドルマスター ミリオンライブ！ 木下ひなた(CV:田村奈央)                                                                         | 坂井季乃 |                 |           |
| 2015年1月28日  | おまじない         | アイドルマスター ミリオンライブ！ 矢吹可奈(CV:木戸衣吹)                                                                           | きみコ   |                 |           |
| 2015年10月28日 | エスケープ         | アイドルマスター ミリオンライブ！ ジュリア(CV:愛美)、所恵美(CV:藤井ゆきよ)                                                        | きみコ   |                 |           |
| 2016年1月12日  | アイル             | アイドルマスター ミリオンライブ！ 伊吹翼(CV:Machico)                                                                              | きみコ   | 佐々木淳        | nano.RIPE |
| 2018年2月7日   | スタートリップ     | アイドルマスター ミリオンライブ！ ジュリア(CV:愛美)                                                                               | きみコ   |                 | 佐々木淳  |
| 2018年4月4日   | シルエット         | アイドルマスター ミリオンライブ！ 田中琴葉(CV:種田梨沙)                                                                           | 坂井季乃 |                 |           |
| 2018年6月27日  | 海と空のヒミツ     | 三森すずこ | きみコ   | 佐々木淳        | nano.RIPE |
| 2018年12月26日 | ハーモニクス       | アイドルマスター ミリオンライブ！ D/Zeal                                                                                          | 坂井季乃 |                 |           |
| 2018年12月26日 | 餞の鳥             | アイドルマスター ミリオンライブ！ D/Zeal                                                                                          | 坂井季乃 |                 |           |
| 2019年1月23日  | リトルソルジャー   | 田所あずさ(TVアニメ「転生したらスライムだった件」エンディングテーマ)                                                              | きみコ   |                 |           |
| 2019年8月21日  | イコール           | 田所あずさ | きみコ   |                 |           |
| 2020年9月16日  | あの花のように     | アイドルマスター シャイニーカラーズ ノクチル                                                                                      | きみコ   |                 |           |
| 2021年2月15日  | スクランブルデイズ | スフィア | きみコ   |                 |           |
| 2021年4月21日  | まほうのかぜ       | 熊田茜音(TVアニメ「スーパーカブ」オープニングテーマ)                                                                              | きみコ   | 佐々木淳        | 佐々木淳  |
| 2021年9月29日  | アロー彗星         | アイドルマスター ミリオンライブ！ ジュリア(CV:愛美)                                                                               | きみコ   | きみコ 佐々木淳 | 佐々木淳  |
| 2022年4月6日   | 偽りのエトス       | 平田裕一郎(TVアニメ「錆色のアーマ」黒氷 キャラクターソング)                                                                       | きみコ   |                 |           |
| 2022年4月24日  | リミット           | marble | きみコ   | 佐々木淳        |           |
| 2022年7月13日  | スターリア         | 愛美 | きみコ   | 佐々木淳        | 佐々木淳  |
| 2022年7月27日  | 水鏡の世界         | 堀内まり菜(TVアニメ「はたらく魔王さま!!」エンデイングテーマ)                                                                      | きみコ   | 佐々木淳        | 佐々木淳  |
| 2023年3月22日  | ありのままで       | 山之内遼平(CV.鈴木崚汰)、如月七緒(CV.矢野奨吾)(TVアニメ「ツルネ －つながりの一射－」キャラクターソングミニアルバム「星をつなぐ」) |          | nano.RIPE       | nano.RIPE |
| 2023年5月31日  | フローラ           | 堀内まり菜 | きみコ   | 佐々木淳        | 佐々木淳  |
| 2023年7月5日   | 僕になれ           | MAYA | きみコ   |                 |           |
| 2023年10月25日 | トワラー           | アイドルマスター ミリオンライブ！MILLIONSTARS Team7th                                                                             | きみコ   | 佐々木淳        | 佐々木淳  |
| 2024年4月26日  | リヒト             | ポラポリポスポ WAKAZO | きみコ   |                 |           |
| 2024年4月26日  | 夜を超えた証       | ポラポリポスポ WAKAZO | きみコ   |                 |           |
| 2024年4月27日  | ネバーグリーン     | アイドリッシュセブン GREEN BUBBLE                                                                                                 | きみコ   |                 |           |
| 2024年7月7日   | オリハルコン       | 織姫はるか | きみコ   | 佐々木淳        | 佐々木淳  |
| 2024年12月6日  | 蒼く               | アイドリッシュセブン 亥清悠 / 御堂虎於                                                                                            | きみコ   |                 |           |
| 2025年2月26日  | スーパーノヴァ     | Argonavis | きみコ   | 佐々木淳        | 佐々木淳  |
| 2025年3月26日  | 虹を越えて         | 風神RIZING！ | きみコ   | 佐々木淳        | 佐々木淳  |
| 2025年3月28日  | 偽りなき世界       | 田所あずさ(CV.ラニアット / 「崩壊学園2」キャラクターソング)                                                                       | きみコ   | 佐々木淳        | 佐々木淳  |
| 2025年4月27日  | ワタシイロ         | 七篠さよ |          | 佐々木淳        |           |

### 歌唱曲
| 楽曲                                     | 収録                                                                                          | 発売日       |
| ---------------------------------------- | --------------------------------------------------------------------------------------------- | ------------ |
| 少年ブレイヴ / じん ft. nano.RIPE きみコ | 「MEKAKUCITY M's COMPLETE BOX ～メカクシティアクターズ・ヴォーカル＆サウンド コレクション～」 | 2015年6月3日 |

### 演奏曲
| 発表日         | 楽曲                          | アーティスト         | 演奏                            |
| -------------- | ----------------------------- | -------------------- | ------------------------------- |
| 2023年7月5日   | Shimokita Vibes               | 影山ヒロノブ         | 佐々木淳：Guitar                |
| 2024年11月16日 | 何℃だって                     | 赤坂シュウジ℃        | きみコ：Chorus 佐々木淳：Guitar |
| 2025年4月30日  | Run The Tune                  | マックジャック       | 佐々木淳：Bass                  |
| 2025年7月9日   | 黎明                          | ベリーグッドマン     | 佐々木淳：Bass                  |
| 2025年7月16日  | もしも                        | 太陽と踊れ月夜に唄え | 佐々木淳：Guitar                |
| 2025年8月20日  | CROWNED -Studio Live Version- | 愛美                 | 佐々木淳：A.Guitar              |

## ミュージックビデオ
| 監督                             | 曲名 |
| -------------------------------- | --- |
| 番場秀一                         | 「ハナノイロ」「パトリシア」「フラッシュキーパー」「面影ワープ」 |
| 掛川康典                         | 「セラトナ」「ナンバーゼロ」 |
| 深田綾希子                       | 「細胞キオク」 |
| 谷篤                             | 「もしもの話」「リアルワールド」「絵空事」 |
| 野村徹                           | 「なないろびより」 |
| 木山健司                         | 「ツマビクヒトリ」「ライムツリー」「ラストチャプター」 |
| 高木聡                           | 「ハロー」 |
| 高梨奈々恵                       | 「透明な世界」 |
| 青木亮二                         | 「地球に針」「こたえあわせ」 |
| 北平誠治                         | 「スノードロップ」 |
| 大河臣                           | 「こだまことだま」「ルミナリー」 |
| 井上哲央                         | 「アザレア」 |
| 小嶋貴之                         | 「虚虚実実」「ポラリス」 |
| 外山光男                         | 「ヨルガオ」「オーブ」「花に雨」「月花」「星とぼくの座標」 |
| 福居英晃                         | 「エンブレム」 |
| 中島未来                         | 「リリリバイバー」 |
| 鳥畑恵美莉                       | 「イトシキヒビ」「スピカ」 |
| かのと幸                         | 「声鳴文」 |
| モード学園                       | 「トリックスター」 |
| 方山れいこ                       | 「ネコに日だまり」 |
| しゅるしゅるつ                   | 「ブローチ」 |
| オレンジペンギン                 | 「クエスト」「ロス」 |
| 石綿亮                           | 「光のない街」 |
| オレンジペンギン＆赤坂シュウジ°C | 「ロス」「スターチャート」「ジルコニア」 |
| 赤坂シュウジ°C                   | 「いたいけな春と空」「ペカド」「ロス」「スポットライター」「マジックアワー」「果てなきブルー」「トロイメライ」「星に届くよ」「ぼくと大人とチョコレート」「月の出る丘」「初期衝動」「リミット」「錯月」 |

## 出演

### 声の出演
- きみコ - 花咲くいろは(崇子の友人役)[注 1]

### ラジオ
- nano.RIPE 石川移住計画！(MRO北陸放送：2024年4月2日 - )
- コトバのタマゴ！(NACK5：2019年7月3日 - 2021年3月31日) ※「Nutty Radio Show THE魂」水曜日アーティストコーナー
- nano.RIPE 月のリズム(TOKYO FM：2014年4月5日 - 2015年3月28日)
- コトバのタマゴ！(NACK5：2011年10月5日 - 2014年3月26日) ※「The Nutty Radio Show おに魂」水曜日アーティストコーナー

### CM
- ハウスウェルネスフーズ C1000 ビタミンレモン
- ビューティラボ ふりふりホイップヘアカラー (ふりふりくん)
- ロッテ プクー
- ほけんの窓口

## イベント・ライブ

### 主催イベント
2008年
- nano.RIPE 空飛ぶクツ Release TRIP「えかきうた」63公演【ファイナル公演12月16日 渋谷O-WEST】

2009年
- nano.RIPE「時空フラスコ」リリースツアー 36公演【5月16日ツアー初日、初ワンマン 渋谷CHELSEA HOTEL】
- nano.RIPE「世界点」リリースツアー 11公演

2010年
- nano.RIPE ワンマンライブ【7月23日 渋谷O-Crest(メジャーデビュー発表)】
- nano.RIPE TOUR 2010「1700km/h TOUR 2010-2011」30公演(- 2011年)
- nano.RIPE presents「ココロノート」【12月30日 原宿ASTRO HALL 】

2011年
- nano.RIPE「面影ワープ」レコ発ワンマン "ココロワープ"【8月7日 渋谷O-WEST】
- nano.RIPE TOUR 2011「アンタレスコープ」25公演【ファイナル公演 11月12日 渋谷CLUB QUATTRO】

2012年
- nano.RIPE TOUR 2012「雪でのハナシ」9公演【ファイナル公演 3月14日 渋谷O-WEST】
- nano.RIPE TOUR 2012「ループホールの向こう側」東京・金沢・大阪・名古屋 4公演【東京公演 新宿BLAZE】
- nano.RIPE TOUR 2012「アナザーワールド」6公演【ファイナル公演 12月26日 赤坂BLITZ】

2013年
- nano.RIPE TOUR 2012「アナザーワールド」追加公演「アンガとナノライプのしくみ」【1月19日 千葉ANGA】
- nano.RIPE TOUR 2013「かえりみち」11公演【ファイナル公演「96(クロ) / 46(シロ)」5月2日3日 渋谷O-Crest】
- nano.RIPE TOUR 2013「かえりみち」追加公演「ココカラミンナガミエルヨ」【5月26日 渋谷WWW】
- nano.RIPE TOUR 2013「スポットライター」11公演 / 追加公演「サーチライター」【12月28日 渋谷CLUB QUATTRO】

2014年
- nano.RIPE TOUR 2014「ハナアカリ」東京・名古屋・大阪 3公演【東京公演 3月16日 恵比寿LIQUIDROOM】
- nano.RIPE TOUR 2014「有色透明」東京・札幌・岡山・福岡・大阪・金沢・仙台・名古屋 8都市16公演

2015年
- nano.RIPE 5th anniversary program Vol.1「4回転じゃ足りなくて5回転目に入る夜」【1月3日 ZeppDiverCity】
- 5th anniversary program Vol.2 nano.RIPE ONEMAN TOUR 2015「47.186」47都道府県48公演

- nano.RIPE 5th anniversary program Vol.3「しあわせのくつ」【9月26日 赤坂BLITZ】
- nano.RIPE 5th anniversary program Vol.4「世界線」【12月20日 渋谷CHELSEA HOTEL】

2016年
- nano.RIPE TOUR 2016「百式」東名阪CLUB QUATTROワンマンツアー
- nano.RIPE TOUR 2016「秘密のツーマンSHOW」14公演
- nano.RIPE TOUR 2016「ルミナナリー」東京・大阪・金沢・札幌・名古屋・仙台・福岡 7都市8公演
- nano.RIPE TOUR 2016 FINAL「スーパーノヴァ」【12月25日 新宿ReNY】

2017年
- nano.RIPE LIVE 2017「しんじるこころ」【2月18日 下北沢CLUB Que】
- nano.RIPE TOUR 2017「せいなるたねび」【4月29日 名古屋SPADE BOX / 5月3-4日 渋谷WWW / 6日 OSAKA MUSE】
- nano.RIPE 7th anniversary ONEMAN LIVE「きゅーにーさん」【9月23日 下北沢CLUB Que】
- nano.RIPE ONEMAN LIVE「なのぼり祭り」【10月7日 金沢AZ】

2018年
- nano.RIPE LIVE 2018「あやかしのふえ」東京・名古屋・大阪3公演
- nano.RIPE 20th Anniversary ONEMAN LIVE「おもいでのすず」【4月7日8日 下北沢CLUB Que】
- nano.RIPE 結成20周年企画 コピーバンド選手権 ナノリンピック【8月12日 新宿MARZ】
- 20th anniversary ONE MAN TOUR 2018「きせきのつるぎ」8都市9公演【ファイナル公演 12月15日 新宿BLAZE】

2019年
- nano.RIPE 凱旋ワンマンライブ「やいばのよろい」【1月26日 千葉ANGA】
- コピーバンド選手権 ナノリンピック 2019春【3月31日 新宿MARZ】
- nano.RIPE TOUR 2019「ゆうきのきのみ」【5月3日 恵比寿LIQUIDROOM / 18日 アメリカ村DROP / 19日 名古屋ell.FITS ALL / 6月2日 金沢AZ】
- コピーバンド選手権 ナノリンピック 2019夏【8月10日 新宿MARZ】
- nano.RIPE TOUR 2019「せかいじゅのはな」7都市9公演【ファイナル公演12月28日29日 渋谷CLUB QUATTRO】
- 定例アコースティックイベント「せかいじゅのしずく」【全6回 2019-2020 AKIHABARAゲーマーズ本店】

2020年
- nano.RIPE TOUR 2019「せかいじゅのはな」〜なのぼり祭り〜振替公演【2月11日 金沢AZ】
- nano.RIPE Special Acoustic Live「ほしふるうでわ」プラネタリウム公演【2月15日 多摩六都科学館】
- nano.RIPE TOUR 2020「はるかぜのフルート」6都市12公演【新型コロナウイルスの影響により公演中止】
- nano.RIPE 2020 ONLINE LIVE「ゆめみのしずく」DAY1～DAY4【10月17日18日24日25日 下北沢CLUB Que】

2021年
- nano.RIPE Special Acoustic Live「ほしふるうでわⅡ」プラネタリウム公演【7月10日 多摩六都科学館】
- nano.RIPEデビュー11周年記念 オンラインアコースティックライブ【9月26日 YouTube / FANCLUB】
- nano.RIPE Acoustic Tour「ほしふるうでわ NEO」【10月16日 静岡UHU / 17日 京都紫明会館 / 30日 誰も知らない劇場 / 31日 かぼちゃ亭】
- nano.RIPE TOUR 2021「まよいのもり」前夜祭 アコースティックライブ6都市12公演【11月6日7日 下北沢CLUB Que】
- nano.RIPE TOUR 2021「ようせいのホルン」3都市4公演【11月13日 梅田Banana Hall / 14日 名古屋ElectricLadyLand / 27日28日 金沢AZ】

2022年
- nano.RIPE LIVE 2022「せいれいのかんむり」【3月12日 千葉ANGA】
- nano.RIPE Special Acoustic Live「ほしふるうでわⅢ」【4月23日 多摩六都科学館】
- nano.RIPE TOUR 2022「つきかがみのとう」【5月28日29日 金沢AZ / 6月11日 心斎橋ANIMA / 6月12日 名古屋ell.FITS ALL / 6月25日 心斎橋CLUB Que】
- 12周年ワンマンライブnano.RIPE 12th Anniversary LIVE「そらとぶベッド」【9月23日 渋谷CLUB QUATTRO】
- nano.RIPE TOUR 2022-2023「こおりのどうくつ」5都市6公演【11月5日 仙台enn 3rd / 11月19日 梅田Banana Hall / 11月20日 名古屋ell.FITS ALL / 12月3日4日 金沢AZ】

2023年
- nano.RIPE TOUR 2022-2023「こおりのどうくつ」5都市6公演【ファイナル公演 1月14日 渋谷CLUB QUATTRO】
- nano.RIPE LIVE 2023「てんまのたづな」【3月12日 千葉ANGA】
- nano.RIPE 2MAN TOUR「ロトのどうくつ」【4月8日 下北沢CLUB Que / 4月9日 下北沢MOSAiC / 4月16日 名古屋ell.SIZE】
- nano.RIPE LIVE 2023「せんしのゆびわ」【5月13日14日 大阪2nd LINE】
- nano.RIPE LIVE 2023「たいようのいし」【5月20日21日 東京ESPミュージアムアカデミー】
- nano.RIPE LIVE 2023「ぎんのたてごと」【6月3日 金沢AZ】
- nano.RIPE LIVE 2023「ときのすな」【7月15日 上越EARTH】
- nano.RIPE TOUR 2023「あまぐものつえ」4都市5公演【東京公演 7月29日 渋谷CLUB QUATTRO】
- nano.RIPE ACOUSTIC TOUR 2023「ロトのしるし」栃木・埼玉・京都・静岡
- nano.RIPE Special Acoustic Live「ほしふるうでわⅣ」【12月2日 多摩六都科学館】
- nano.RIPE TOUR 2023「にじのしずく」【12月23日24日 下北沢CLUB Que】

2024年
- nano.RIPE 2DAYS ONEMAN TOUR「かぜのとう」5都市10公演【6月1日2日 金沢AZ / 6月15日16日 名古屋ell.SZE / 6月29日30日 福島2nd LINE / 7月13日14日 仙台ROCKATERIA / 7月27日28日 下北沢CLUB Que】
- nano.RIPE ACOUSTIC ONEMAN LIVE「ほのおのほこら」【 11月10日 名古屋陶磁器会館】
- nano.RIPE LIVE 2024「たいようとほしとつきのもんしょう」【 11月23日24日 金沢AZ / 12月7日21日 渋谷DIVE】

2025年
- nano.RIPE 8th ALBUM「光を運ぶもの」リリースツアー「ひかりをはこぶもの」【4月12日 上越EARTH / 4月19日20日 金沢AZ / 5月3日 名古屋ell.SIZE / 5月10日 仙台ROCKATERIA / 5月17日福岡Queblick / 5月24日 岡山CRAZYMAMA 2ndRoom / 5月25日 大阪2nd LINE / 5月31日 札幌CrazyMonkey / 6月7日 下北沢CLUB Que】
- nano.RIPE one man live 「星之紋章 in China」【6月27日 広州 SD Live House / 6月28日 上海 バンダイナムコ上海文化センター・未来劇場】
- nano.RIPE×佐咲紗花 presents「だいじなもの」【8月23日 水戸LIGHT HOUSE】

### 参加イベント
2010年
- OLDCODEX Presents OCD Showcase～Vol.2～【7月8日 新宿LOFT】
- 全力投球!!'10夏【8月22日 渋谷O-EAST】
- OLDCODEX Presents OCD Showcase～Vol.3～【11月9日 名古屋CLUB QUATTRO】
- OLDCODEX Presents OCD Showcase～Vol.4～【12月7日 心斎橋CLUB QUATTRO】
- OLDCODEX Presents OCD Showcase～Vol.5～【12月14日 渋谷CLUB QUATTRO】
- LIVE DI:GA JUDGEMENT 2010 JINNAN DAY 1【12月30日 SHIBUYA BOXX】

2011年
- OLDCODEX Presents -OCD Showcase hidemind Tour- 千葉公演【1月21日千葉LOOK】
- Lantis Presents ROCK’N LAN CARNIVAL -3rd RUN-【1月28日 新代田FEVER】
- 株式会社ランティス アニソン義援金活動【3月26日 SHIBUYA BOXX】
- 蓮沼2011【7月17日 日比谷野外大音楽堂】
- 東日本大震災復興チャリティーコンサート IN 秩父 ZONE～10年後の8月に最高の思い出を～【8月27日 秩父ミューズパーク 野外ステージ】
- 第一回湯涌ぼんぼり祭り「花いろイベント IN ぼんぼり祭り」nano.RIPEライブ【10月9日 金沢市立湯涌小学校・芝原中学校】

2012年
- LIVE Magic Garden 2012 winter【2月12日 渋谷CLUB QUATTRO】
- A FES 2012【3月24日 幕張メッセ 国際展示場ホール】
- さんかれあLIVE！～礼弥と蘭子と時々nano.RIPE&Annabel～【6月28日 恵比寿LIVE GATE TOKYO】
- 第二回ぼんぼり祭り点灯式 応援LIVE nano.RIPE LIVE＠喜翆荘【喜翆荘(湯涌散策園)】
- イナズマロックフェス 2012【9月15日 滋賀県草津市烏丸半島芝生広場】
- ラックライフ presents「GOOD LUCK vol.14」【10月28日 名古屋APOLLO THEATER】
- 第二回湯涌ぼんぼり祭り 花いろ旅館組合「応援イベント」nano.RIPE 野外ライブ@湯涌ぼんぼり祭り【10月6日 金沢市立湯涌小学校・芝原中学校】

2013年
- 「人類は衰退しました」×「AURA～魔竜院光牙最後の闘い～」コラボイベント【1月12日 山野ホール】
- フリージアとショコラ【2月8日 渋谷O-Crest】
- DISK GARAGE MUSIC MONSTERS -2013 winter-【2月24日】
- MASTER PEACE 2013【3月11日 仙台CLUB JUNKBOX】
- true tears & 花咲くいろは & TARI TARI ジョイントフェスティバル【4月13日 舞浜アンフィシアター】
- O-WEST × JUNGLE☆LIFE presents "JUNGLE ☆ WEST"【6月7日 渋谷O-WEST】
- MURO FESTIVAL 2013【7月14日 晴海客船ターミナル特設ステージ】
- Animelo Summer Live 2013 -FLAG NINE-【8月23日 さいたまスーパーアリーナ】
- 星稜高等学校 文化祭「星稜祭」【9月6日 石川】
- ウラニーノ×nano.RIPE×ソライアオ スプリットツアー「3点強めにお願いします」【9月10月 岡山・京都・大阪 全3公演】
- MINAMI WHEEL 2013【10月13日 大阪】
- 第三回湯涌ぼんぼり祭り 花いろ旅館組合「応援イベント」nano.RIPE 野外ライブ@湯涌ぼんぼり祭り【10月12日 金沢市立湯涌小学校・芝原中学校】

2014年
- ラックライフ presents『GOOD LUCK vol.25』【3月29日 なんばHatch】
- DIRTY OLD MEN Blazing TOUR 2014【5月29日 京都MUSE】
- DIRTY OLD MEN Blazing TOUR 2014【5月30日 太陽と虎】
- 百万石音楽祭～ミリオンロックフェスティバル～ 2014【6月7日  石川県産業展示館】
- LUNKHEAD 10th ANNIVERSARY～road to 一世一代のみかん祭～vol.7 VSシリーズ「nano.RIPEと仙台っこラーメン食べたい」【6月19日 仙台CLUB JUNKBOX】
- LUNKHEAD 10th ANNIVERSARY～road to 一世一代のみかん祭～vol.8 VSシリーズ「nano.RIPEとなまらざんぎ祭」【6月21日 札幌COLONY】
- 鶴のロックは一日にして鳴らず vol.4【7月6日 下北沢CLUB Que】
- LUNKHEAD 10th ANNIVERSARY～road to 一世一代のみかん祭～vol.9 VSシリーズファイナル「この夏、最高の贈り物…～SMELLS LIKE SUMMER～」【7月13日 渋谷CLUB QUATTRO】
- ランティス祭り2014【7月19日 ナガシマスパーランド / 27日 万博記念公園もみじ川芝生広場 / 9月13日 潮風公園 太陽の広場 / 11月15日 ゼビオアリーナ仙台】
- TOKYO FM presents「nano.RIPE 月のリズム」公開録音＆アコースティックライブ【8月10日 TOKYO FM HALL】
- Lantis presents 深窓音楽演奏会【9月23日 新宿BLAZE】
- ジョイントフェスティバル in 北陸【10月11日 金沢大学】

2015年
- マスターピース2015【3月11日 仙台MACANA】
- 03月21日 - Gacharic Spin「赤裸ライアーツアー」【3月21日 長野LIVE HOUSE J /  3月22日 金沢vanvanV4】
- ANISONG WORLD TOUR 2015 Lantis Festival ソウル公演【4月5日 AX-KOREA】
- Lantis presents 深窓音楽演奏会 其ノ弐【6月21日 ZeppDiverCity】
- Bilibili Macro Link 2015【7月25日 上海大舞台】
- 金沢医療センター付属金沢看護学校 学園祭【11月21日 石川】
- アニメJAM 2015【12月13日 幕張メッセ 国際展示場ホール】

2016年
- のんのんびよりスペシャルイベント「にゃんぱす祭り りぴーとなのん♪♪」【1月10日 日比谷公会堂】
- 共鳴レンサ 番外編vol.5「ガチャピンとnanoの共鳴」Supported byフリージアとショコラ2016【2月3日 渋谷O-WEST】
- Anime BOSTON 2016【3月25日 Hynes Convention Center 】
- MBSたいバーン!! LIVE vol.4 supported by Eggs【4月2日 MBS毎日放送本社1F ちゃやまちプラザステージ】
- アニメジア【５月1日 渋谷Club Asia】
- TVアニメ「最弱無敗の神装機竜」ファン感謝イベント【6月12日 科学技術館サイエンスホール】
- 踊れる！アニソンDJイベント！アニソンディスコ presents スリーマン企画 「とびっきりのみつどもえ」【7月19日 新宿LOFT】
- 小田原イズム2016【9月24日 小田原アリーナ】
- 第52回 松稜祭【10月30日 湘南工科大学】
- 東京電機大学理工学部 第40回鳩山祭2日目 アーティストライブ nano.RIPE【11月6日 東京電機大学 鳩山キャンパス】
- Act Against AIDS 2016「アニソン AAA Vol.5～影山ヒロノブ・遠藤正明・きただにひろしのゆかいな仲間たち～」【12月1日 Zepp Tokyo】

2017年
- 小田原イズム2017【9月16日 小田原アリーナ】
- 日本工学院ミュージックカレッジ presents 八王子大作戦 2017 RED STAGE【10月9日 日本工学院八王子専門学校】

2018年
- nano.RIPE×流田Project ツーマンライブ～そろそろ確定申告だよ～【2月- 東名阪ツーマンライブ】
- ЯeaLデビュー2周年記念企画「ЯeaL Яock Яevolution vol.6 ～ЯeaL vs nano.RIPE～」【3月21日 下北沢GARDEN】
- E.L.L. 40th Anniversary「35 minutes ALL!」【4月30日 名古屋Electric Lady Land】
- Lantis presents 深窓音楽演奏会 其ノ五【5月６日 新宿BLAZE】
- nano.RIPE×流田Project ツーマンライブ ～ババババ梅雨前線だよ～【6月17日 下北沢CLUB251】
- CLUB Que 夏ノ陣 RETURN TO NATURAL(nano.RIPE / THE JETZEJOHNSON)【7月21日 下北沢CLUB Que】
- Que's COUNTDOWN 第25回メモリアル！！THE四半世紀！愛と涙のCOUNTDOWN～25回目のHAPPY NEW YEAR！【12月31日 下北沢CLUB Que / カウントダウンライブ】

2019年
- RASPBERRY FINAL series【2月16日 高槻RASPBERRY】
- TVアニメ「のんのんびより」イベント「にゃんぱす祭り ばけーしょんなのん！」【5月11日 よこすか芸術劇場】
- 20th Anniversary Live ランティス祭り2019 A・R・I・G・A・T・O ANISONG DAY-02【6月22日 幕張メッセ 国際展示場ホール】
- CLUB Que 夏ノ陣 2019 RETUEN TO NATURAL(nano.RIPE / Bamboo)【7月21日 下北沢CLUB Que】
- rockin'on presents ROCK IN JAPAN FESTIVAL 2019【8月3日 国営ひたち海浜公園】
- MUSIC CITY TENJIN【9月29日 福岡】
- ちばアートフェス【10月27日 千葉市中央公園】
- rockin'on presents COUNTDOWN JAPAN 19/20【12月31日 幕張メッセ】

2020年
- ソウルフードpre SUPER BEER ROCK FESTIVAL 2020【1月5日 大阪】
- LOCAL CONNECT 1st Album「NEW STEP」リリースツアー【HIGH STEP】【2月22日 KYOTO MUSE】
- Lantis presents 深窓音楽演奏会 其ノ六【3月14日 新宿BLAZE / 新型コロナウイルスの影響により公演中止】
- SANUKI ROCK COLOSSEUM 2020【3月21日 香川 / 新型コロナウイルスの影響により公演中止】
- rockin'on presents COUNTDOWN JAPAN 20/21【12月31日 幕張メッセ / 新型コロナウイルスの影響により公演中止】
- のんのんびより のんすとっぷ放送前配信イベント「にゃんぱす祭り おんらいんなのん！」

2021年
- nano.RIPE ACOUSTIC LIVE in 湯涌江戸村【1月31日 石川県金沢市湯涌温泉  / 新型コロナウイルスの影響により公演中止】
- オンラインイベント「日清食品POWERSTATION［REBOOT] presents virtual anisong power JAM！」【3月13日 日清食品POWERSTATION［REBOOT]】

2022年
- nano.RIPE：toybee緊急ライブ決定！【2月27日 下北沢CLUB Que】
- 和 -IZUMI- MONTHLY LIVE 「小さな夜の音楽」〜熱風〜【8月3日 阿佐ヶ谷crotchet】
- 第10回湯涌ぼんぼり祭り【10月22日、23日 金沢市立湯涌小学校・芝原中学校】 新型コロナウイルスの影響により公演中止】
- 影⼭ヒロノブ 2022年ソロアコギの旅 12⽉編【12月16日 奄美大島ASIVI / 17日 喜界島Funky Station SABANI / 喜界島は天候の影響により18日に変更 】

2023年
- 日本工学院専門学校×HIGHWAY STAR presents INTO→【1月31日 Zepp HANEDA】
- SUIREN presents「Naked Note 01」～合縁奇縁～【5月12日 GRIT at HIBUYA / 2月22日振替公演】
- ЯeaL Яock Яevolution vol.11 10th Anniversary -vs nano.RIPE-【2月24日 下北沢SHELTER】
- "CLUB Que 夏ノ陣 2023 RETURN TO NATURAL ～LUNKHEAD vs nano.RIPE～"【7月25日 下北沢CLUB Que】
- ASHIKAGA FES.2023 【3月25日 栃木県足利市 渡良瀬川河川敷北多目的広場】
- CONNICHI2023【9月1日〜3日 ドイツ ヴィースバーデン】
- HIGHWAY STAR PARTY 2023【10月9日 豊洲PIT】

2024年
- ANIME Expo SANTIAGO【2月2日 チリ サンティアゴ】
- ASHIKAGA FES.2024【3月26日 栃木県足利市 渡良瀬川河川敷北多目的広場】
- ハイスピードバトル2024 milktub vs nano.RIPE【4月13日 名古屋ell.FITS ALL / 4月14日 福島2nd LINE / 4月20日 渋谷DIVE】
- 花咲くいろはフィルムコンサート【5月5日よこすか芸術劇場】
- nano.RIPE×Tama 2MAN LIVE「あおいはる」【5月26日 渋谷DIVE】
- Anime Friends 2024【7月18日〜21日 ブラジル サンパウロ】
- 学園祭学園 対バン企画「都大会」nano.RIPE編【8月24日 吉祥寺ROCK JOINT GB】
- 郡山市音楽の日【10月6日郡山駅前ステージ】
- QUE's COUNTDOWN 2025【12月31日 下北沢CLUB Que】

2025年
- Choucho Acoustic Live "naked garden" vol.18【1月13日 渋谷LOFT HEAVEN】
- CONNECTING THE NOTES VOL.2【2月2日 渋谷GARRET udagawa】
- 赤坂シュウジ℃「旅の途中の終わりTOUR」 TOUR FINAL〜ドシーフェスファイナル〜【2月27日 渋谷Spotify O-Crest】
- 肉フェス 2025 TOKYO ステーキ王決定戦「NIKU ROCK FES」【5月6日 お台場特設会場】
- JAMMIN' Presents「Share」【7月13日 名古屋JAMMIN'】
- 郡山市音楽の日2025【10月5日郡山駅前ステージ】

### ファンクラブイベント
OFFICIAL FANCLUB「ノクチルカ」2014年3月8日発足
2014年
- ワンマンライブ「nano.RIPEを囲む会」【8月17日 新宿MARZ】

2015年
- アコースティックイベント「nano.CAFE」【5月4日 大阪digmeout ART&DINER】
- アコースティックイベント「nano.CAFE」【6月5日 名古屋パラダイスカフェ21】
- アコースティックイベント「nano.CAFE」【7月3日 金沢ダイニングバー カンパリ】
- アコースティックイベント「nano.CAFE」【8月29日 渋谷7th FLOOR】

2016年
- ノクチルカ新年会「ノクチルカーライブ」【1月8日 品川J-SQUARE】
- ノクチルカ温泉旅行「雉の湯」【6月4日5日 愛知県】

2017年
- nano.CAFE 2017「ジューンに産まれたササキジューン｣【6月3日 渋谷SONGLINE】

2018年
- nano.CAFE「ピッパラのきせき」～名古屋編～【9月16日 名古屋sunset BLUE】
- nano.CAFE「ピッパラのきせき」～京都編～【9月17日 京都SOLE CAFE】
- nano.CAFE「ピッパラのきせき」～東京編～【9月23日 渋谷7th FLOOR】

2019年
- ノクチルカ新年会「ノクチルカーライブ」【1月27日 品川J-SQUARE】
- アコースティックイベント「きみコを囲む会」【3月10日 渋谷7th FLOOR】
- バスツアー「ノクチルカ牧場 ～ササキジュンバースデー～」【6月9日 鴨川シーワールド～マザー牧場】
- アコースティックイベント「nano.CAFE」【9月15日 名古屋sunset BLUE】
- アコースティックイベント「nano.CAFE」【9月16日 京都SOLE CAFE】
- アコースティックイベント「nano.CAFE」【9月23日 渋谷7th FLOOR】

2020年
- ノクチルカ新年会「ノクチルカーライブ」【1月18日 品川J-SQUARE】
- バースデーイベント「こもれ ササキジュンの森」【6月6日 オンラインイベント】
- 「クリスマスパーティー」【12月19日 オンラインイベント】

2021年
- ノクチルカ新年会「ノクチルカの部屋」【1月17日 オンラインイベント】

2021年5月6日 nano.RIPE FANCLUB「ノクチルカ」リニューアル
2021年
- 月次定期生配信「月のこしかけ」
- リニューアルオープン記念 ノクチルカ限定ライブ【5月8日 オンラインイベント】
- nano.RIPEデビュー11周年記念 オンラインアコースティックライブ【9月26日 オンラインイベント】

2022年
- 月次定期生配信「月のこしかけ」
- もっと楽しむ！プラネタリウム公演「ほしふるうでわⅢ」目前スペシャル配信【4月13日 オンラインイベント】
- nano.RIPEスペシャルオンラインライブ「ほしのかけらⅡ」【5月8日 オンラインイベント】
- ファンクラブイベント「さえずりのみつ」【5月29日 金沢AZ オンラインイベント】
- ファンクラブイベント「ほしふるうでわⅢ 先行試写会」【5月29日 金沢AZ】
- ファンクラブイベント「よるのとばり」旅行&星空ライブ【9月10日11日 長野県某所】
- ファンクラブイベント「せいなるほこら」クリスマスパーティー【12月24日 阿佐ヶ谷crotchet】

2023年
- 月次定期生配信「月のこしかけ」
- ファンクラブイベント「てんまのたづな」AFTER PARTY【3月12日 千葉ANGA】
- ファンクラブイベント「のぞみのふだ」温泉旅行＆ワンマンライブ「のぞみのふだ」【6月3日4日 金沢AZ、金沢湯涌温泉】
- ファンクラブイベント「たびのとびら」【7月30日 都内某所】
- ファンクラブイベント「ルイーダの酒場」【9月23日 都内某所】

2024年
- 月次定期生配信「月のこしかけ」
- ファンクラブイベント「NEW YEAR PARTY 2024」【1月27日 都内某所】
- ファンクラブイベント「ゆうしゃのいずみ」AFTER PARTY【3月16日 千葉ANGA】
- ファンクラブイベント「花咲くなのら」【4月21日 都内某所】
- ファンクラブイベント「BIRTHDAY PARTY 2024」【6月8日 都内某所】
- ファンクラブイベント「たいようのノクチルカ」【9月22日 千葉県某所】

2025年
- ファンクラブイベント 8th Album「光を運ぶもの」FC限定最速試聴会&きみコ バースデーパーティー【3月8日 都内某所】
- ファンクラブイベント「BIRTHDAY PARTY 2025」【6月8日 都内某所】